# Michail Harbatjoŭ
Michail Harbatjoŭ (belarusiska: Міхаіл Гарбачоў, ryska: Михаи́л Горбачёв: Michail Gorbatjov), född 29 juli 1983 i Kirovsk i Vitryska SSR i Sovjetunionen (nu Kiraŭsk i Belarus), är en belarusisk fotbollsspelare (försvarare) som för närvarande spelar för Belšina Babrujsk.